# Sam Sutton
Sam Harry Sutton (Auckland, 10 dicembre 2001) è un calciatore neozelandese, difensore del Wellington Phoenix e della nazionale neozelandese.

## Carriera

### Club
Old è cresciuto nel settore giovanile del Wellington Phoenix ed ha debuttato in prima squadra il 21 dicembre 2019 nell'incontro di A-League Men pareggiato 2-2 contro il Sydney FC. Il 28 ottobre 2020 ha firmato il suo primo contratto professionistico.

### Nazionale
Nel 2021 è stato convocato dalla nazionale olimpica per disputare i Giochi olimpici di Tokyo dove non è tuttavia sceso in campo.
Il 5 giugno 2024 è stato convocato dalla nazionale maggiore per partecipare all'OFC Nations Cup, dove ha debuttato il 18 giugno nell'incontro vinto 3-0 contro le Isole Salomone.

## Statistiche

### Cronologia presenze e reti in nazionale
| Cronologia completa delle presenze e delle reti in nazionale ― Nuova Zelanda | Cronologia completa delle presenze e delle reti in nazionale ― Nuova Zelanda | Cronologia completa delle presenze e delle reti in nazionale ― Nuova Zelanda | Cronologia completa delle presenze e delle reti in nazionale ― Nuova Zelanda | Cronologia completa delle presenze e delle reti in nazionale ― Nuova Zelanda | Cronologia completa delle presenze e delle reti in nazionale ― Nuova Zelanda | Cronologia completa delle presenze e delle reti in nazionale ― Nuova Zelanda | Cronologia completa delle presenze e delle reti in nazionale ― Nuova Zelanda |
| Data                                                                         | Città                                                                        | In casa                                                                      | Risultato                                                                    | Ospiti                                                                       | Competizione                                                                 | Reti                                                                         | Note                                                                         |
| ---------------------------------------------------------------------------- | ---------------------------------------------------------------------------- | ---------------------------------------------------------------------------- | ---------------------------------------------------------------------------- | ---------------------------------------------------------------------------- | ---------------------------------------------------------------------------- | ---------------------------------------------------------------------------- | ---------------------------------------------------------------------------- |
| 18-6-2024                                                                    | Port Vila                                                                    | Nuova Zelanda                                                                | 3 – 0                                                                        | Isole Salomone                                                               | Coppa d'Oceania 2024 - 1º turno                                              | -                                                                            |                                                                              |
| 27-6-2024                                                                    | Port Vila                                                                    | Nuova Zelanda                                                                | 5 – 0                                                                        | Tahiti                                                                       | Coppa d'Oceania 2024 - 1º turno                                              | -                                                                            | 46’                                                                          |
| 30-6-2024                                                                    | Port Vila                                                                    | Nuova Zelanda                                                                | 3 – 0                                                                        | Vanuatu                                                                      | Coppa d'Oceania 2024 - Finale                                                | -                                                                            | 76’                                                                          |
| 11-10-2024                                                                   | Port Vila                                                                    | Nuova Zelanda                                                                | 3 – 0                                                                        | Tahiti                                                                       | Qual. Mondiali 2026                                                          | -                                                                            | 64’                                                                          |
| 14-10-2024                                                                   | Auckland                                                                     | Nuova Zelanda                                                                | 4 – 0                                                                        | Malaysia                                                                     | Amichevole                                                                   | -                                                                            | 69’                                                                          |
| Totale                                                                       |                                                                              | Presenze                                                                     | 5                                                                            |                                                                              | Reti                                                                         | 0                                                                            |                                                                              |

## Palmarès

### Nazionale
- Coppa d'Oceania: 1

Figi/Vanuatu 2024